# Епидаур (Грчка)
Епидавр или Епидаур (грч. Ἐπίδαυρος —Епидаврос) је старогрчки град (полис) смештен на Пелопонезу, у Саронском заливу. Два савремена града носе име Епидавр: Палаја Епидавр и Неа Епидавр. Од 2010. оба града припадају општини Епидавр, која је део округа Арголида. Локалитет обухвата низ античких споменика који се простиру на две терасе и који су окружени очуваним природним пејзажом. Локалитет је једна од накомплетнијих античких целина што се тиче свог архитектонског уређења са свим објектима, а велики функционалан систем водоводне и канализационе мреже илуструје значајно инжињерско решење древног друштва.
Епидавр (Епидаур) је древно археолошко налазиште, познато је по отвореном Позоришту са изванредном акустиком. Некада је ту било светилиште античког бога Асклепија(rimski Eskulap) и чувено античко лечилиште. Ово место је раније било познато као место посвећено лечењу, још из раних микенских времена (16. век п. н. е.). Ту се поштовао Малеатас, коме су се приписивала исцелитељска моћ све до 8. века п. н. е., а затим Асклепијем у 6. веку п. н. е. Ово светилиште два бога развијено је у најважнији терапијски центар античког света. Кроз векове, стара божанства заменили су Олимпијски богови. Позориште, заједно са Артемидиним и Асклепијевим храмовима, Толосом, Енкоиметерионом и Пропилајом, чине кохерентан скуп споменика који илуструју значај и моћ богова исцељења хеленског и римског света.

## Позориште
Позориште Епидаур (Епидавр) је највеће грчко позориште. Пречника 114 метара (кружни подијум је 20м), позориште је могло да прими око 12000 посетилаца. Има одличну акустику, па се чак и на највишим седиштима, на 60 метара висине јасно чују звукови из најнижег централног дела позорнице. Позориште на отвореном Епидаур (Епидавр) је дело архитекте Поликлета, изграђено у 4. веку п. н. е. Као део комплекса Асклепијевог светилишта, године 1988. проглашено је као посебно место и налази се на УНЕСКО-овој листи светске културне баштине.